# Озеро Сионаскейг (Титан)
Озеро Сионаскейг (лат. Sionascaig Lacus) — углеводородное озеро на поверхности самого крупного спутника Сатурна — Титана. Координаты центра: 41°31′ ю. ш. 81°53′ в. д. / 41,52° ю. ш. 81,88° в. д..
Максимальный поперечник образования — 143,2 км. Озеро состоит из жидких углеводородов, главным образом это метан, этан и пропан. Обнаружено на снимках, переданных космическим аппаратом «Кассини-Гюйгенс». Названо по имени земного озера Лох-Сионаскейг, расположенного в Шотландии. Название было утверждено Международным астрономическим союзом в 2013 году.